# 馬爾伯勒梅多斯 (馬里蘭州)
馬爾伯勒梅多斯（英語：Marlboro Meadows）是位於美國馬里蘭州佐治王子縣的一個普查規定居民點。

## 人口
根據2020年美國人口普查的數據，馬爾伯勒梅多斯的面積為16.00平方千米，當中陸地面積為15.79平方千米，而水域面積為0.21平方千米。當地共有人口3655人，而人口密度為每平方千米228.44人。